# Christy Turlington
Christy Nicole Turlington (Walnut Creek, Kalifornija, 2. siječnja 1969.), američki supermodel i glumica.
Rodila se u Walnut Creeku, Kalifornija, od oca Dwaina, pilota, i majke Marie, stjuardese iz Salvadora.
Nakon završene osnovne škole, primjećena je u Miamiju dok je jahala na konju. Od 14. do 16. godine manekenstvom se bavila poslije škole, ali nakon mature odlazi u New York da se tome posveti profesionalno.
Snimila je preko 500. naslovnica najpriznatijih modnih i drugih časopisa, a opisuju je kao jednog od najprijateljskijih i najprofesionalnijih modela u biznisu.
Istaknula se lansiranjem dviju linija odjeće i jedne linije za kozmetiku.
Radila je s gotovo svim najpoznatijim modnim fotografima, ali Helmut Newton nije bio jedan od njih.
Zajedno s Naomi Campbell, Elle MacPherson i Claudiom Schiffer bila je vlasnica sada raspuštenog Fashion Cafea.
Linda Evangelista, Naomi Campbell i ona su zajedno i pjevale jednom prigodom.
Golotinja joj nije strana, jer se svukla za kampanju organizacije PETA.
Hodala je s nizom muškaraca, a trenutno je u braku i ima dvoje djece.
Još radi kao model.
Bila je vegetarijanka, ali sada ponovno jede meso. Ne puši, jer joj je otac umro od raka pluća.
Rimokatolkinja je, iako se zanimala za istočnjačke religije.
Na vjenčanju ju je predao dobar prijatelj Bono.